# ISO 19005-1
La norme ISO 19005-1 est une norme ISO qui permet de définir un format de fichier des documents électroniques pour une conservation à long terme. Ce format est dénommé PDF/A-1 pour PDF Archive. Il est basé sur le format PDF 1.4 de la société Adobe Systems.
Cette norme est publiée depuis le 28 septembre 2005 et donc applicable pour tous les systèmes de GED, SAE et d'ECM (Enterprise Content Management) qui souhaitent conserver des fichiers électroniques sur une longue durée.
La partie 2, ISO 19005-2 a été publiée en 2011, elle définie l'utilisation de l'ISO 32000-1 (PDF/A-2).
La partie 3, ISO 19005-3 a été publiée en 2012, elle définie l'utilisation de l'ISO 32000-1 avec support de fichiers incorporés (PDF/A-3).
Par ailleurs, cette norme est mentionnée dans le volet technique du référentiel général d'interopérabilité (RGI) qui préconise l'emploi du format PDF/A-1 pour la conservation des documents bureautiques statiques.